# Antifaschistischer Rat der Volksbefreiung Mazedoniens

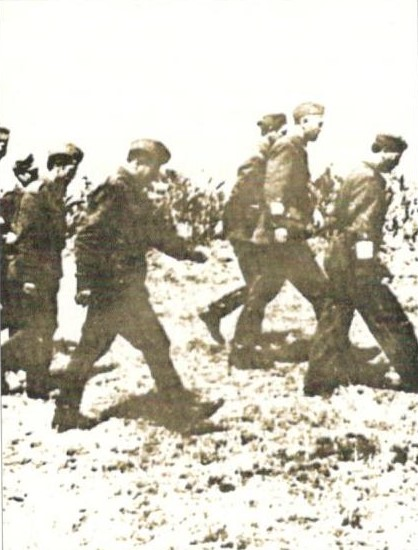
Delegierte bei der Ankunft zur ersten Plenarsitzung des Antifaschistische Rats der Volksbefreiung Mazedoniens am 2. August 1944

Der Antifaschistische Rat der Volksbefreiung Mazedoniens (mazedonisch Антифишистичко Собрание на Народното Ослободување на Македонија, zeitgenössisch Антифашиско собрание на народното ослободуене на Македонија, kurz ASNOM) war 1944/1945 das oberste Staatsorgan des mazedonischen Teilstaates des von den kommunistischen, jugoslawischen Partisanen geschaffenen neuen föderativen Jugoslawiens und das regionale Pendant zum AVNOJ. Ende 1944 ging aus dem ASNOM die erste Regierung der sozialistischen Teilrepublik Mazedonien hervor.

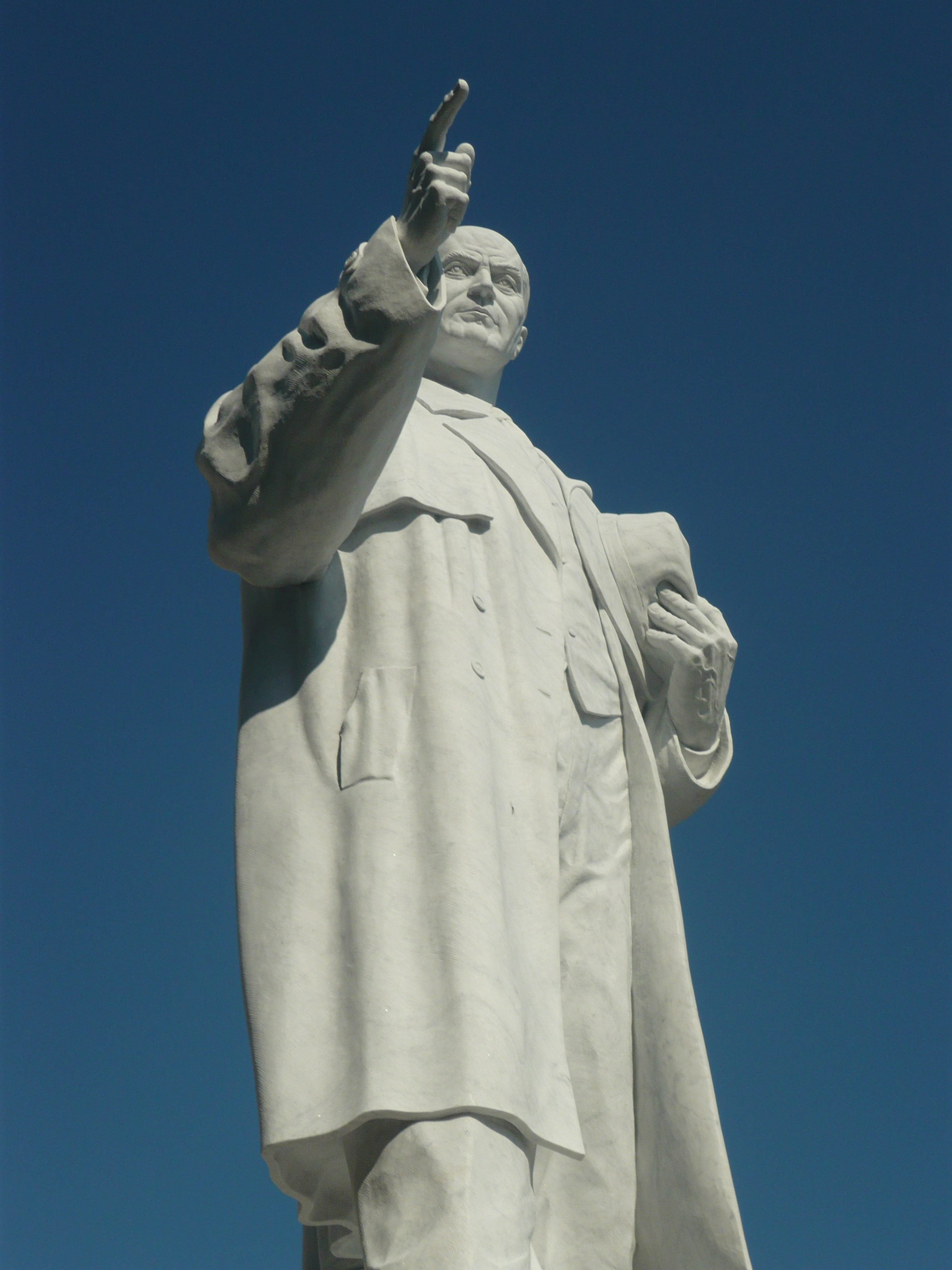
Statue von Metodija Andonov Čento, dem ersten Präsidenten des ASNOM-Präsidiums, in Skopje

In Vardar-Mazedonien kam es erst verhältnismäßig spät zu einem breiteren Widerstand gegen die Besatzungsmächte. Weder die serbischen Tschetniks noch die Kommunisten hatten im Süden Jugoslawiens eine Massenbasis. Die Kommunisten waren auch durch politische Streitigkeiten zwischen der bulgarischen und der jugoslawischen KP geschwächt. Beide Parteien beanspruchten im bulgarisch besetzten Makedonien die Führungsrolle im antifaschistischen Kampf. Im Laufe des Jahres 1943 konnten sich die Tito-Partisanen schließlich durchsetzen und vor allem durch Einheiten aus dem serbischen Kernland die der Führung der örtlichen Kommunisten unterordnen. Nun wurden auch in Vardar-Mazedonien größere Partisaneneinheiten gebildet, die den deutschen, bulgarischen und albanischen Besatzungstruppen seit Anfang 1944 merkbare Verluste zufügten.
Nach einigen Monaten Vorbereitungszeit konstituierte sich am 2. August 1944 im heute zu Serbien gehörenden Kloster Sveti Prohor Pčinjski nördlich von Kumanovo der Antifaschistische Rat der Volksbefreiung Mazedoniens. Als Gründungstag wurde der für Mazedonien symbolträchtige Tag des Ilinden-Aufstands gewählt. Bei der ersten Versammlung wurde neben Hej Sloveni der bulgarische Marsch Gehe auf, Morgendämmerung der Freiheit als inoffizielle Hymne benutzt. Der Marsch wurde bis 1948 bei Versammlungen aufgeführt, ehe es von den jugoslawischen kommunistischen Behörden als faschistisches Lied verboten wurde, welche probulgarische Gefühle ausdrücken soll. Noch heute gibt es in Nordmazedonien eine zurückhaltende Haltung gegenüber diesem Lied, aufgrund der systematischen Stigmatisierung der jugoslawischen Behörden und die bis heute anhaltende Gleichsetzung des Bulgarentums mit dem Faschismus.
Der Rat hatte 17 Mitglieder und war bis zur Gründung der Teilrepublik Mazedonien das militärische und politische Führungsorgan der Befreiungsbewegung auf dem Gebiet der späteren Republik. Zum Vorsitzenden wurde Metodija Andonov Čento gewählt. In der Gründungssitzung wurden die ehemaligen westbulgarischen Dialekte nicht mehr als Teil der serbischen Sprache betrachtet und durch einen Beschluss als „mazedonische Volkssprache zur Amtssprache“ erklärt. Das Ziel war die Herausbildung einer eigenständigen nationalen Identität. Die neue kommunistische Ordnung verfolgte in den Jahren danach eine Politik der klaren Abgrenzung zum Bulgarischen und zur bulgarischen Sprache. Zusätzlich wurden Personen und Ereignisse der bulgarische Geschichte in allen Bereichen vereinnahmt oder deren Biographien und Werke verändert. Damit sollte die Promulgation der neuen mazedonischen Nation unterstützt werden. Infolgedessen wurden Generationen junger Menschen in Pseudohistorie unterrichtet. Personen die sich dieser Politik widersetzten und sich klar probulgarisch positionierten wurden verfolgt.
Hinsichtlich der militärischen und politischen Ziele gab es zwischen dem mazedonischen ASNOM und Titos zentraler Führung deutliche Differenzen. Eine starke Gruppierung der mazedonischen Partisanen um Andonov Čento wäre Ende 1944/Anfang 1945 lieber in den griechischen Teil Makedoniens marschiert, um dieses Gebiet einschließlich Thessaloniki für Jugoslawien und die mazedonische Teilrepublik zu erobern. Der AVNOJ setzte sich aber durch und die mazedonischen Einheiten rückten im Herbst 1944 nach Norden vor, um am Kampf gegen die Truppen des Deutschen Reiches und des Ustascha-Staates teilzunehmen.